# Zegge
Zegge est un village situé dans la commune néerlandaise de Rucphen, dans la province du Brabant-Septentrional. Le 1er janvier 2008, le village compte 2 042 habitants.
Le village possède une chapelle qui abrite une statuette en bois représentant la Vierge Marie. Cette chapelle est un lieu de pèlerinage marial.